# John Doe (serial telewizyjny)
John Doe (2002–2003) – amerykański serial sensacyjny science-fiction nadawany przez stację Fox od 20 września 2002 roku do 25 kwietnia 2003 roku. W Polsce jest nadawany od 2 lipca 2011 roku na kanale Polsat.

## Opis fabuły
Wyłowiony z oceanu John Doe (Dominic Purcell) nie pamięta skąd pochodzi ani jak się nazywa. Tajemniczy John okazuje się geniuszem – potrafi mnożyć w pamięci skomplikowane liczby, swobodnie porozumiewa się w dowolnym języku. Zaczyna wykorzystywać swoje niezwykłe umiejętności pomagając policji w rozwiązywaniu skomplikowanych śledztw. Wydaje się, że John zna odpowiedź na każde pytanie, poza tym najważniejszym, kim naprawdę jest? By odkryć swoją tożsamość rozpoczyna prywatne dochodzenie.

## Obsada

### Główni
- Dominic Purcell jako John Doe
- John Marshall Jones jako Frank Hayes
- Jayne Brook jako Jamie Avery
- Sprague Grayden jako Karen Kawalski
- William Forsythe jako Digger

### Pozostali
- Rekha Sharma jako Stella
- David Lewis jako Stu
- Michelle Hart jako Nance Fenton
- David Parker jako detektyw Roosevelt
- Gabrielle Anwar jako Rachel
- Matt Winston jako Samuel Donald Clarkson